# Thundercat
 (janvier 2022).
La mise en forme du texte ne suit pas les recommandations de Wikipédia : il faut le « wikifier ».
Les points d'amélioration suivants sont les cas les plus fréquents :
- Les titres sont pré-formatés par le logiciel. Ils ne sont ni en capitales, ni en gras.
- Le texte ne doit pas être écrit en capitales (les noms de famille non plus), ni en gras, ni en italique, ni en « petit »…
- Le gras n'est utilisé que pour surligner le titre de l'article dans l'introduction, une seule fois.
- L'italique est rarement utilisé : mots en langue étrangère, titres d'œuvres, noms de bateaux, etc.
- Les citations ne sont pas en italique mais en corps de texte normal. Elles sont entourées par des guillemets français : « et ».
- Les listes à puces sont à éviter, des paragraphes rédigés étant largement préférés. Les tableaux sont à réserver à la présentation de données structurées (résultats, etc.).
- Les appels de note de bas de page (petits chiffres en exposant, introduits par l'outil «  Source ») sont à placer entre la fin de phrase et le point final[comme ça].
- Les liens internes (vers d'autres articles de Wikipédia) sont à choisir avec parcimonie. Créez des liens vers des articles approfondissant le sujet. Les termes génériques sans rapport avec le sujet sont à éviter, ainsi que les répétitions de liens vers un même terme.
- Les liens externes sont à placer uniquement dans une section « Liens externes », à la fin de l'article. Ces liens sont à choisir avec parcimonie suivant les règles définies. Si un lien sert de source à l'article, son insertion dans le texte est à faire par les notes de bas de page.
- La présentation des références doit suivre les conventions bibliographiques. Il est recommandé d'utiliser les modèles {{Ouvrage}}, {{Chapitre}}, {{Article}}, {{Lien web}} et/ou {{Bibliographie}}. Le mode d'édition visuel peut mettre en forme automatiquement les références.
- Insérer une infobox (cadre d'informations à droite) n'est pas obligatoire pour parachever la mise en page.

Pour une aide détaillée, merci de consulter Aide:Wikification.
Si vous pensez que ces points ont été résolus, vous pouvez retirer ce bandeau et améliorer la mise en forme d'un autre article.
 (mai 2025).
Stephen Lee Bruner, mieux connu sous son nom de scène Thundercat est un chanteur, batteur, bassiste et producteur américain né le 19 octobre 1984 à Los Angeles, en Californie,  
Commençant sa carrière au sein du groupe metal/punk Suicidal Tendencies, il a par la suite fondé un label, Brainfeeder, avec son ami Flying Lotus.
Après un EP, 4 albums solos et des dizaines d'apparitions dans des albums hip-hop, jazz et soul, il gagne, avec ses collaborateurs du morceau These Walls (en) de Kendrick Lamar, le Grammy Award de la meilleure collaboration rap de l'année 2016.

## Discographie

### EP
- 2015 : The Beyond / Where the Giants Roam

### Albums solo
- 2011 : The Golden Age of Apocalypse
- 2013 : Apocalypse
- 2017 : Drunk
- 2018 : Drank
- 2020 : It Is What It Is

## Collaborations

### Avec Kendrick Lamar
- To Pimp a Butterfly (2015)

Il est crédité sur 9 des 16 morceaux, et est décrit comme en étant à "l'épicentre créatif".
- Untitled Unmastered (2016)
- Damn (2017)

### Avec Kamasi Washington
- Live at 5th Street Dick's (2005) :
- The Epic (2015)
- Harmony of Difference (2017)
- Heaven and Earth (2018)

### Avec Flying Lotus
- Cosmogramma  (2010)
- Pattern+Grid World (2010)
- Until the Quiet Comes (2012)
- Ideas+drafts+loops (2013)
- You're Dead! (2014)

### AvecErykah Badu
- New Amerykah Part One (4th World War) (2008)
- New Amerykah Part Two (Return of the Ankh) (2010)

### Avec Childish Gambino
- Because the Internet (en) (2013)

### AvecMac Miller
- Live From Space (en) (2013)
- Faces (en) (2014)
- GO:OD AM (2015)
- Swimming (2018)

### AvecKeziah Jones
- Nigerian Wood (2008)

### Avec Terrace Martin
- Velvet Portraits (en) (2016)

### Avec N.E.R.D
- No One Ever Really Dies (2017)

### AvecTravis Scott
- Astroworld (2018)

### AvecKali Uchis
- Isolation (en) (2018)

### Avec Silk Sonic
- An Evening with Silk Sonic (2021)

### AvecGorillaz
- Cracker Island (2022)

### AvecDomi et JD Beck
- 2022 : Not Tight (en) (Apeshit/Blue Note)

### Avec Justice
- The End - Hyperdrama (2024)

## Filmographie
- 2022 : Le Livre de Boba Fett - 2 épisodes : le chirurgien